# IC 33
IC 33 ist eine linsenförmige Galaxie vom Hubble-Typ S0 im Sternbild Walfisch am Südsternhimmel. Sie ist rund 749 Millionen Lichtjahre von der Milchstraße entfernt und hat einen Durchmesser von etwa 155.000 Lichtjahren. Aufgrund ihrer nahezu identischen Entfernung und Richtung könnten IC 33 und IC 32 ein gravitativ gebundenes Paar sein.

Im selben Himmelsareal befinden sich u. a. die Galaxien NGC 161, IC 29, IC 30, IC 1557.
Das Objekt wurde am 6. November 1891 vom französischen Astronomen Stéphane Javelle entdeckt.